# Speleomantes imperialis
Speleomantes imperialis  (лат.) — вид амфибий из рода европейских пещерных саламандр (Speleomantes) отряда хвостатых земноводных. Ранее данный вид относился к роду Hydromantes.

## Описание
Общая длина самцов до 133 мм и до 150 мм для самок (в среднем 120 мм). Взрослые самцы имеют железы на подбородке. Основной цвет от тёмно-коричневого до чёрного, с мраморным узором, который может быть жёлтого, охряного или зелёного цвета.
Данный вид обладает уникальной способностью производить сильный запах, что нашло отражение в его местном именовании: итал. geotritone odoroso «пахучая саламандра».

## Ареал
Эндемик Центральной, Центрально-Восточной и Юго-Восточной Сардинии (провинции Нуоро, Ористано и Кальяри).

## Образ жизни
Обитает в пещерах и земных расщелинах. Здесь иногда наблюдается весьма высокая концентрация амфибий (до нескольких сотен на 10—15 квадратных метрах). Температурный оптимум выше, чем для континентальных пещерных саламандр.